# Virieu
Virieu era una comuna francesa que estaba situada en el departamento de Isère, de la región de Auvernia-Ródano-Alpes que el 1 de enero de 2019 pasó a formar parte de la comuna nueva de Val-de-Virieu.

## Historia
Entre 1790 y 1794 absorbe las comunas de Blandin, Chassignieu, Chélieu, Le Pin, Panissage, Saint-Ondras y Valencogne, siendo todas ellas reconstituidas a partir de sus antiguos territorios entre 1795 y 1800.

## Demografía
| Gráfica de evolución demográfica de Virieu entre 1800 y 2016 |
|                                                              |

Los datos demográficos contemplados en este gráfico de la comuna de Virieu se han cogido de 1800 a 1999 de la página francesa EHESS/Cassini, y los demás datos de la página del INSEE.